# 중앙환경분쟁조정위원회
중앙환경분쟁조정위원회(中央環境紛爭調定委員會)는 중앙환경분쟁조정위원회의 운영에 필요한 사무를 관장하는 대한민국 환경부의 소속기관이다. 1991년 2월 2일 발족하였으며, 세종특별자치시 도움6로 11에 정부세종청사 6동에 위치하고 있다. 위원장은 고위공무원단 가등급에 속하는 임기제공무원으로 보한다.

## 설치 근거 및 소관 사무

### 설치 근거
- 「환경분쟁 조정법」 제4조[1]

### 소관 사무
- 환경분쟁의 조정. 다만, 다음 각 목의 어느 하나에 해당하는 분쟁의 조정은 해당 목에서 정하는 경우만 해당한다.
  - 「건축법」 제2조제1항제8호의 건축으로 인한 일조 방해 및 조망 저해와 관련된 분쟁: 그 건축으로 인한 다른 분쟁과 복합되어 있는 경우
  - 지하수 수위 또는 이동경로의 변화와 관련된 분쟁: 공사 또는 작업[2]으로 인한 경우
- 환경피해와 관련되는 민원의 조사, 분석 및 상담
- 분쟁의 예방 및 해결을 위한 제도와 정책의 연구 및 건의
- 환경피해의 예방 및 구제와 관련된 교육, 홍보 및 지원
- 그 밖에 법령에 따라 위원회의 소관으로 규정된 사항

## 연혁
- 1991년 2월 2일: 중앙환경분쟁조정위원회 설치.
- 1991년 7월 19일: 중앙환경분쟁조정위원회 업무 개시.
- 2002년 12월 26일: 지방위원회에 재정기능 부여.
- 2007년 5월 11일: 위원위촉요건 완화.
- 2008년 3월 21일: 재판상 화해효력부여 직권조정대상 확대.
- 2012년 2월 1일: 인공조명에 의한 빛 공해 추가.
- 2015년 12월 22일: 지하수 수위 또는 이동경로의 변화 추가.

## 기능

### 중앙환경분쟁조정위원회
- 1억원 초과의 환경피해로 인한 분쟁의 재정(裁定)
- 국가 또는 지방자치단체를 당사자로 하는 분쟁의 조정(調整)
- 2개 이상의 시·도 관할구역에 걸치는 분쟁의 조정(調整)
- 지방환경분쟁위원회가 스스로 조정하기 곤란하다고 결정하여 이송한 분쟁
- 환경분쟁조정법 제30조의 규정에 의한 직권조정(職權調停)

### 지방환경분쟁조정위원회
- 1억원 이하의 환경피해로 인한 분쟁의 재정(裁定)
- 관할구역안에서 발생한 환경피해 분쟁중 중앙환경분쟁조정위원회의 기능을 제외한 분쟁

## 조직

### 위원
| 직위   | 성명   | 비고 |
| ------ | ------ | ---- |
| 위원장 | 박용규 |      |
| 위원   | 고영림 |      |
| 위원   | 김경민 |      |
| 위원   | 김명옥 |      |
| 위원   | 김현아 |      |
| 위원   | 문현주 |      |
| 위원   | 박주영 |      |
| 위원   | 이선영 |      |

### 하부조직
사무국

## 지방환경분쟁조정위원회
각 광역자치단체 환경 관련 과에서 담당한다.
- 서울특별시 환경정책과
- 부산광역시 환경보전과
- 대구광역시 환경정책과
- 인천광역시 환경정책과
- 광주광역시 환경정책과
- 대전광역시 환경정책과
- 울산광역시 환경보전과
- 세종특별자치시 환경정책과
- 경기도 환경정책과
- 강원특별자치도 환경과
- 충청북도 환경정책과
- 충청남도 기후환경정책과
- 전북특별자치도 환경보전과
- 전라남도 환경보전과
- 경상북도 환경정책과
- 경상남도 환경정책과
- 제주특별자치도 생활환경과

## 같이 보기
- 사학분쟁조정위원회
- 교원소청심사위원회
- 소청심사위원회
- 정부윤리위원회
- 중앙행정심판위원회
- 중앙토지수용위원회
- 항공·철도사고조사위원회
- 사행산업통합감독위원회
- 복권위원회
- 전기위원회
- 무역위원회
- 증권선물위원회